# Saint-Flovier
Saint-Flovier é uma comuna francesa na região administrativa do Centro, no departamento Indre-et-Loire. Estende-se por uma área de 28,91 km². Em 2010 a comuna tinha 581 habitantes (densidade: 20,1 hab./km²).